# Triatoma delpontei
Triatoma delpontei es un insecto heteróptero y hematófago perteneciente a la familia Reduviidae. La especie se ha registrado en Argentina, Bolivia, Brasil, Paraguay y Uruguay. Es una especie de importancia epidemiológica en Argentina, ya que es un vector de la Enfermedad de Chagas, producida por la infección de Tripanosoma cruzi.
T. delpontei fue descripta y nombrada así por Cecilio Romaña y Jorge W. Ábalos en honor a Eduardo Del Ponte, un entomólogo consagrado al estudio de los triatominos.
Presenta alas castaño claras con una mancha dorsal central oscura y patas oscuras. Las patas tienen una larga pilosidad, lo que permite diferencia de Triatoma platensis.

## Hábitat y distribución
T. delpontei es una especie silvestre y ornitofílica. Es exclusivamente arborícula. Se la encuentra asociada a nidos de aves, especialmente a Myiopsitta monachus. También se la observa en asociación con mamíferos arborícolas que habitan en nidos de aves.
En Argentina, se ha registrado en las provincias de Catamarca, Chaco, Córdoba, Formosa, Jujuy, La Pampa, La Rioja, Salta, Santiago del Estero.
En una comparación entre registros previos y posteriores al año 2000, se observa una reducción en las observaciones de esta especie en el territorio argentino.

## Clasificación
T. delpontei forma parte del subcomplejo Infestans dentro del complejo Infestans.Comparte el subcomplejo con las especies T. infestans y T. platensis, con las que conforma un grupo monofilético. Presenta similitudes en los patrones de coloración con T. plantensis.